# نادي خوفدة الرياضي العام
نادي خوفدة الرياضي العام ( بالسويدية: Skövde Allmänna Idrottsklubb) واختصاراً خوفدة ايك ( بالسويدية: Skövde AIK)  هو نادي سويدي لكرة القدم في مدينة خوفدة. تأسس النادي  في 21 حزيران/ يونيو 1919.